# Cordulegaster bidentata
Cordulegaster bidentata es una especie de odonato anisóptero que pertenece a la familia Cordulegastridae.

## Características
Odonato de tamaño grande, 80 mm de longitud y 100 de envergadura, muy parecida a Cordulegaster boltoni, pero con las diferencias que presenta en la sección abdominal unas sola franja transversal amarilla y su triángulo occipital es completamente negro.

## Distribución
Localizada en la zona de Centroeuropa, en la Selva Negra alemana, los Vosgos, los Alpes, etc. Su presencia es más extensa en la zona mediterránea desde España a Rumania.